# Arábiai aranyszárnyúpinty
Az arábiai aranyszárnyúpinty (Rhynchostruthus alienus) a madarak osztályának verébalakúak (Passeriformes) rendjébe és a pintyfélék (Fringillidae) családjába tartozó faj.

## Rendszerezése
A fajt William Robert Ogilvie-Grant skót ornitológus írta le 1900-ben. Sorolták a aranyszárnyú pinty vagy socotrai pinty (Rhynchostruthus socotranus) alfajaként Rhynchostruthus socotranus percivali néven.

## Előfordulása
Arab-félszigeten, Jemen, Omán és Szaúd-Arábia területén honos. Természetes élőhelyei a szubtrópusi és trópusi gyepek és cserjések, sziklás környezetben. Állandó, nem vonuló faj.

## Életmódja
Főleg gyümölccsel és magvakkal táplálkozik.

## Természetvédelmi helyzete
Az elterjedési területe nagyon nagy, egyedszáma 6000 példány körüli és csökken. A Természetvédelmi Világszövetség Vörös listáján mérsékelten fenyegetett fajként szerepel.